# Raido
| Raido            | Raido              | Raido              | Raido              | Raido              | Raido              | Raido              |
| Nome             | Proto-germanico    | Proto-germanico    | Antico inglese     | Antico inglese     | Norreno            | Norreno            |
| ---------------- | ------------------ | ------------------ | ------------------ | ------------------ | ------------------ | ------------------ |
| Nome             | *Raiđō             | *Raiđō             | Rad                | Rad                | Reið               | Reið               |
| Significato      | cavalcata, viaggio | cavalcata, viaggio | cavalcata, viaggio | cavalcata, viaggio | cavalcata, viaggio | cavalcata, viaggio |
| Forma            | Fuþark antico      | Fuþark antico      | Fuþorc             | Fuþorc             | Fuþark recente     | Fuþark recente     |
| Forma            |                    |                    |                    |                    |                    |                    |
| Unicode          | ᚱ U+16B1           | ᚱ U+16B1           | ᚱ U+16B1           | ᚱ U+16B1           | ᚱ U+16B1           | ᚱ U+16B1           |
| Traslitterazione | r                  | r                  | r                  | r                  | r                  | r                  |
| Trascrizione     | r                  | r                  | r                  | r                  | r                  | r                  |
| IPA              | [r]                | [r]                | [r]                | [r]                | [r]                | [r]                |
| Ordine alfab.    | 5                  | 5                  | 5                  | 5                  | 5                  | 5                  |

*Raidô o Raudô (in italiano "cavalcata", "viaggio") è il nome proto-germanico ricostruito della runa del Fuþark antico r (carattere Unicode ᚱ). Questa runa compare anche nel Fuþorc anglosassone e frisone con il nome di Rad e nel Fuþark recente con il nome di Reið.
La forma della runa potrebbe avere la stessa origine della R dell'alfabeto latino. Il nome della lettera corrispondente dell'alfabeto gotico () è raida.

## Poemi runici
La runa compare in tutti e tre i poemi runici: essa viene chiamata Ræið too in quello norvegese, Reið in quello islandese e Rad in quello inglese.
| Poema runico: | Traduzione: |
| Antico norvegese ᚱ Ræið kveða rossom væsta; Reginn sló sværðet bæzta.                                                         | Si dice che cavalcare sia la cosa peggiore per i cavalli; Reginn forgiò la spada più affilata.                                              |
| Antico islandese ᚱ Reið er sitjandi sæla ok snúðig ferð ok jórs erfiði. iter ræsir.                                           | Cavalcare è la gioia del cavaliere e un veloce viaggio e la fatica dei cavalli.                                                             |
| Antico inglese ᚱ Rad byþ on recyde rinca gehwylcum sefte ond swiþhwæt, ðamðe sitteþ on ufan meare mægenheardum ofer milpaþas. | Cavalcare sembra facile ad ogni guerriero mentre è in casa e molto coraggioso a chi percorre strade ampie sul dorso di un cavallo vigoroso. |